# نیازمندی به روادید برای شهروندان جمهوری آذربایجان

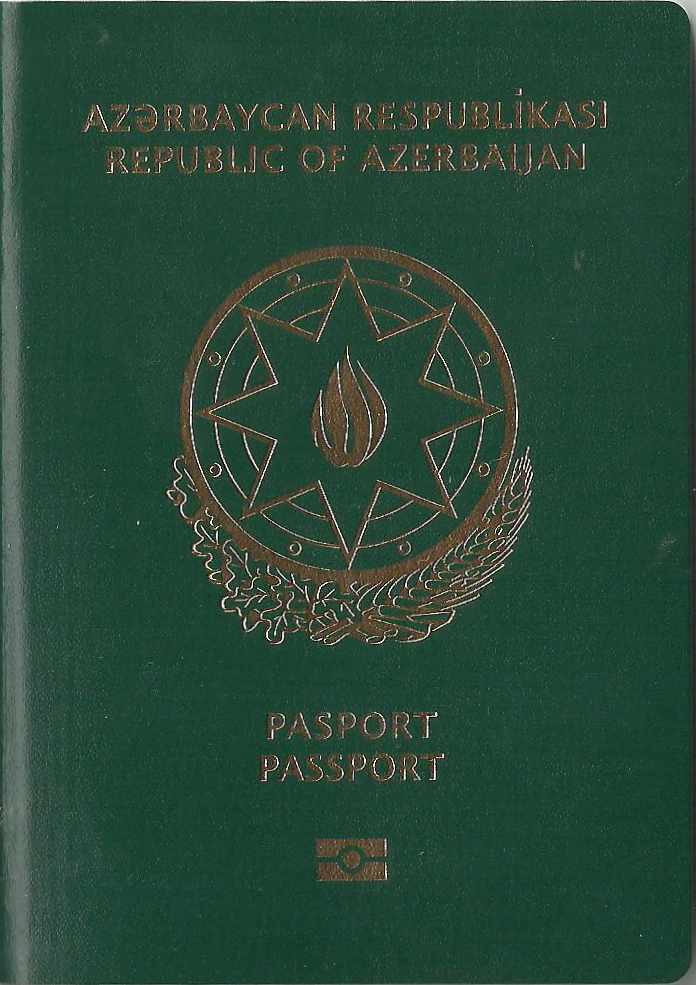
یک عدد گذرنامه (پاسپورت) جمهوری آذربایجان

نیازمندی به روادید برای شهروندان جمهوری آذربایجان به قانون محدودیت اداری برای ورود شهروندان جمهوری آذربایجان به دیگر کشورها گفته می‌شود. تا تاریخ ۲ ژوئیه ۲۰۱۹ میلادی، دارندگان گذرنامهٔ جمهوری آذربایجان می‌توانند بدون روادید (بدون ویزا) از ۶۶ کشور بازدید کنند یا در هنگام ورود به آن کشورها در فرودگاه روادید دریافت کنند. جمهوری آذربایجان از نظر شاخص آزادی‌های سفری و ارزش روادید در رتبهٔ ۷۸ جهانی قرار دارد.

## آسان‌سازی روادید
جمهوری آذربایجان یک طرح برای آسان‌سازی صدور روادید برای کشورهای عضو اتحادیه اروپا (بجز سه کشور) درنظر گرفته‌است که دردسرهای مربوط به کارهای دفتری و اداری را کاهش می‌دهد. این خدمات شامل صدور روادید در شمار زیاد برای سفرهای گردشگری و جمعیت زیاد تورهای گردشگری و همچنین افزایش روزهای روادید (تمدید مدت روادید) درصورت نیاز هستند. گرچه کشورهای دانمارک، جمهوری ایرلند و بریتانیا جزء این دسته نیستند.

## کشورهای بدون نیاز به روادید
شهروندان جمهوری آذربایجان می‌توانند بدون دریافت روادید، به کشورهای زیر سفر کنند؛ ولی طبق مقررات چندجانبهٔ مسافرتی، شهروندانی که گذرنامهٔ آنها بیش از ۶ ماه اعتبار داشته باشد می‌توانند با گذرنامهٔ صادره از جمهوری آذربایجان به کشورهای زیر سفر کنند.
ایران، الجزایر، بحرین، بوتان، بوتسوانا، جزایر ویرجین بریتانیا، برونئی، کامبوج، کامرون، کیپ ورد، افغانستان
، جزایر کیمن، جمهوری آفریقای مرکزی، چاد، اتحاد قمر، کاستاریکا، ساحل عاج، کوراسائو، السالوادور، مصر، اکوادور، گینه استوایی
، فیجی، گابن، گینه بیسائو، هائیتی، اندونزی، عراق، اسرائیل، اردن، کنیا، کیریباتی، کویت، لائوس، ماداگاسکار، ویتنام، مالزی، مالدیو، جزایر مارشال، مغولستان، میانمار، نامیبیا، نپال، نیکاراگوئه، نیجریه، عمان، پالائو، پاپوآ گینه نو، فیلیپین، قطر، رواندا، ساموآ، عربستان سعودی، سنگاپور، جزایر سلیمان، سومالی، سری‌لانکا، سودان، سورینام، تانزانیا، تایلند، تیمور شرقی
، توکلائو، تووالو، اوگاندا، امارات متحده عربی، وانواتو و ونزوئلا.

## واکسیناسیون
بسیاری از کشورهای آفریقایی قوانینی دارند که گردشگران باید پیش از ورود به آن کشورها واکسیناسیون بشوند. به دلیل انتقال سریع بیماریها در کشورهای آفریقایی برخی از این کشورها طبق مقررات باید آزمایش‌های عفونی و بیماری‌های نقص ایمنی را نیز انجام بدهند.

## هویت ارمنی
به دلیل جنگها و دشمنی‌های بین مردم جمهوری آذربایجان و ارمنستان، دولت جمهوری آذربایجان نه‌تنها ورود شهروندان ارمنی از ارمنستان به آذربایجان را ممنوع کرده، بلکه ورود همهٔ مردم ارمنی‌تبار که در کشورهای دیگر زندگی می‌کنند را نیز به خاک جمهوری آذربایجان ممنوع کرده‌است. البته این ممنوعیت برای ورزشکاران ارمنی که در بازی‌های اروپایی ۲۰۱۵ حضور داشتند بحساب نیامده است. جمهوری آذربایجان همچنین ورود شهروندان ناگورنو قره‌باغ به خاک اصلی جمهوری آذربایجان را نیز ممنوع کرده‌است. این مناطق شامل جمهوری قره‌باغ، کرکی (نخجوان)، اسکی‌پاره بالا، برخوردارلی و چند ناحیهٔ مورد مناقشه است. تمامی شهروندان بیگانه از هر کشوری که وارد این نواحی بشوند، به‌طور دائمی از ورود به خاک جمهوری آذربایجان محروم خواهند شد. و در فهرست عنصر نامطلوب قرار می‌گیرند. جمهوری آذربایجان تا تاریخ دوم سپتامبر ۲۰۱۹ شمار ۸۵۲ نفر را در فهرست عنصر نامطلوب جای داده‌است. به درخواست ساکنین جمهوری قره‌باغ برای اجازهٔ رفت‌وآمد در نواحی جمهوری آذربایجان، این امکان وجود دارد که در آینده این افراد بتوانند با منگنه کردن یک کاغذ رسمی از جمهوری آذربایجان به گذرنامه‌های خود، در خاک این کشور رفت‌وآمد کنند.

## مُهر اسرائیلی در گذرنامه
- شهروندان کشورهای گوناگون ازجمله جمهوری آذربایجان درصورتی که مُهر کشور اسرائیل را در گذرنامهٔ خود داشته باشند، حق ورود به کشورهای کویت،[۱۲] لبنان،[۱۳] لیبی،[۱۴] سودان،[۱۵] سوریه[۱۶] و یمن[۱۷] را نخواهند داشت. حتی اگر از کشورهای دیگر در همسایگی اسرائیل، همانند اردن و مصر نیز به اسرائیل ورود کرده باشند، حق ورود به کشورهای نامبرده را نخواهند داشت.
- عربستان سعودی برای شهروندان آذربایجانی که مُهر کشور اسرائیل را در گذرنامهٔ خود دارند، محدودیتی درنظر نگرفته‌است.[۱۸]
- وزارت اطلاعات ایران از ورود شهروندان آذربایجانی که سفرشان به اسرائیل کمتر از ۱۲ ماه پیش بوده باشد به خاک ایران جلوگیری می‌کند. در غیر اینصورت بدون دریافت روادید، می‌توانند به خاک ایران ورود کنند.

## نقشهٔ کشورهای جهان و شرایط نیاز به روادید جمهوری آذربایجان

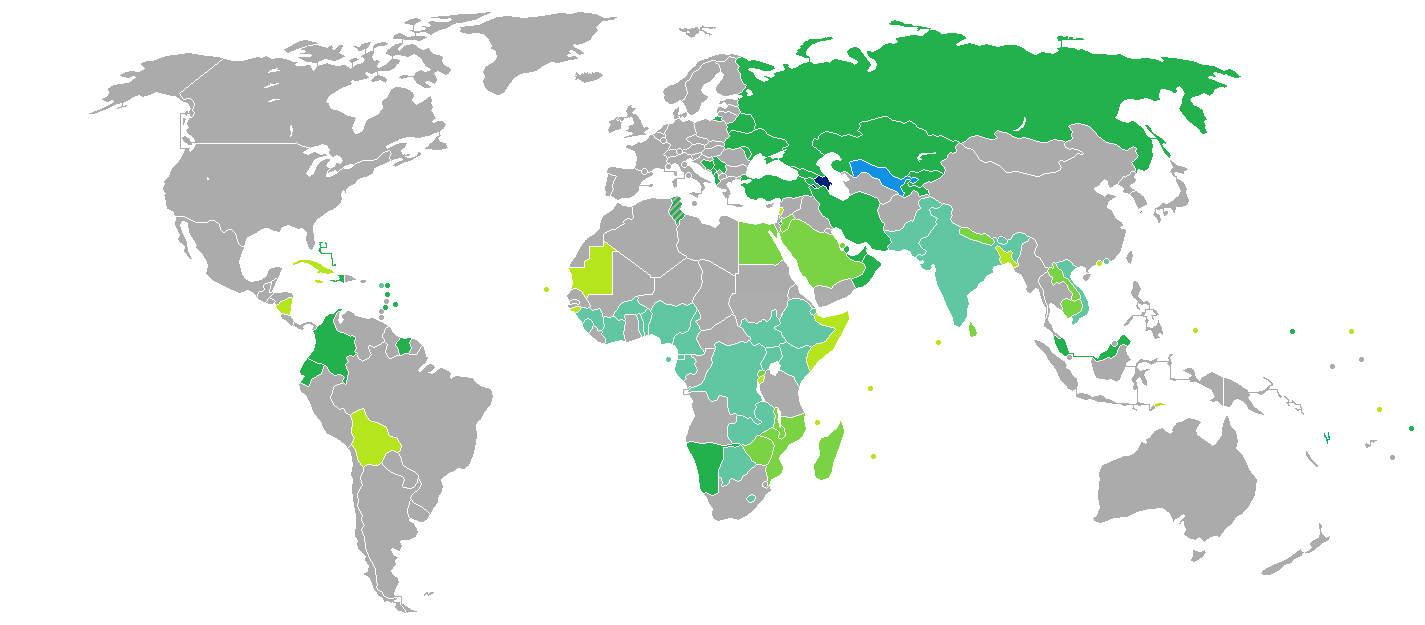
شرایط نیاز به روادید برای شهروندان جمهوری آذربایجان
کشور جمهوری آذربایجان
نیازی به دریافت روادید ندارند
روادید به هنگام ورود به کشورها صادر می‌شود
ویزای الکترونیکی صادر می‌شود
ویزا بصورت اینترنتی یا هنگام ورود به کشور صادر می‌شود.
به روادید نیاز است.

## نیازمندی‌ها به روادید
| کشور                   | نیازمندی به روادید                                                                                  | اقامت مجاز     | یادداشت‌ها (بدون درج هزینه‌های خروج) |
| ---------------------- | --------------------------------------------------------------------------------------------------- | -------------- | --- |
| افغانستان              | نیازمند روادید                                                                                      |                | |
| آلبانی                 | بی‌نیاز از روادید                                                                                    | ۹۰ روز         | - ۹۰ روز در هر دورهٔ ۱۸۰ روزه - طبق قانون آلبانی، شخص باید حداکثر تا ۲۴ ساعت پس از ورود، در ایستگاه پلیس محلی ورودش را ثبت کند. |
| الجزایر                | نیازمند روادید                                                                                      |                | |
| آندورا                 | نیازمند روادید                                                                                      |                | |
| آنگولا                 | نیازمند روادید                                                                                      |                | |
| آنتیگوآ و باربودا      | بی‌نیاز از روادید                                                                                    | ۱ ماه          | |
| آرژانتین               | نیازمند روادید                                                                                      |                | |
| ارمنستان               | بی‌نیاز از روادید                                                                                    |                | |
| استرالیا               | نیازمند روادید                                                                                      |                | * می‌تواند به‌طور آنلاین ثبت شود (روادید e600 بازدیدکنندهٔ آنلاین) |
| اتریش                  | نیازمند روادید                                                                                      |                | |
| باهاما                 | بی‌نیاز از روادید                                                                                    | ۴ هفته         | |
| بحرین                  | روادید الکترونیک                                                                                    |                | |
| بنگلادش                | روادید در زمان ورود                                                                                 | ۳۰ روز         | |
| باربادوس               | بی‌نیاز از روادید                                                                                    | ۲۸ روز         | |
| بلاروس                 | بی‌نیاز از روادید                                                                                    |                | |
| بلژیک                  | نیازمند روادید                                                                                      |                | |
| بلیز                   | نیازمند روادید                                                                                      |                | |
| بنین                   | روادید در زمان ورود                                                                                 | ۳۰ روز / ۸ روز | - شخص باید دارای یک گواهی واکسیناسیون بین‌المللی باشد. |
| بوتان (کشور)           | نیازمند روادید                                                                                      |                | |
| بولیوی                 | روادید در زمان ورود                                                                                 | ۹۰ روز         | |
| بوسنی و هرزگوین        | بی‌نیاز از روادید                                                                                    | ۹۰ روز         | - ۹۰ روز در هر دورهٔ ۱۸۰ روزه - طبق قانون بوسنی و هرزگوین، شخص باید حداکثر تا ۲۴ ساعت پس از ورود، در ایستگاه پلیس محلی ورودش را ثبت کند. |
| بوتسوانا               | نیازمند روادید                                                                                      |                | |
| برزیل                  | نیازمند روادید                                                                                      |                | |
| برونئی                 | نیازمند روادید                                                                                      |                | |
| بلغارستان              | نیازمند روادید                                                                                      |                | - در صورت داشتن یک روادید معتبر از کرواسی، قبرس، رومانی، یا یک کشور عضو شنگن، ورود به بلغارستان نیازمند روادید نیست. |
| بورکینافاسو            | نیازمند روادید                                                                                      |                | |
| بوروندی                | نیازمند روادید                                                                                      |                | |
| کامبوج                 | روادید در زمان ورود                                                                                 | ۳۰ روز         | |
| کامرون                 | نیازمند روادید                                                                                      |                | |
| کانادا                 | نیازمند روادید                                                                                      |                | |
| کیپ ورد                | روادید در زمان ورود                                                                                 |                | |
| جمهوری آفریقای مرکزی   | نیازمند روادید                                                                                      |                | |
| چاد                    | نیازمند روادید                                                                                      |                | |
| شیلی                   | نیازمند روادید                                                                                      |                | |
| چین                    | نیازمند روادید                                                                                      |                | - برای یک سفر حداکثر ۳۰ روزه به‌عنوان عضوی از یک گروه گردشگری رسمی، نیاز به روادید نیست. |
| کلمبیا                 | بی‌نیاز از روادید                                                                                    | ۱۸۰ روز        | - ۹۰ روز – قابل افزایش به اقامت ۱۸۰ روزه در یک دورهٔ یک ساله |
| کومور                  | روادید در زمان ورود                                                                                 |                | |
| جمهوری کنگو            | نیازمند روادید                                                                                      |                | |
| جمهوری دموکراتیک کنگو  | نیازمند روادید                                                                                      |                | |
| کاستاریکا              | نیازمند روادید                                                                                      |                | |
| ساحل عاج               | روادید الکترونیک                                                                                    | ۳ ماه          | - دارندگان روادید الکترونیک باید از طریق فرودگاه پورت بوئت وارد کشور شوند. |
| کرواسی                 | نیازمند روادید                                                                                      |                | - در صورت داشتن روادید معتبر برای بلغارستان، قبرس، رومانی یا یک کشور عضو شنگن، نیاز به روادید نیست. |
| کوبا                   | Tourist card required                                                                               | ۳۰ روز         | |
| قبرس                   | نیازمند روادید                                                                                      |                | |
| جمهوری چک              | نیازمند روادید                                                                                      |                | |
| دانمارک                | نیازمند روادید                                                                                      |                | |
| جیبوتی                 | روادید الکترونیک                                                                                    | ۳۱ روز         | |
| دومینیکا               | بی‌نیاز از روادید                                                                                    | ۲۱ روز         | |
| جمهوری دومینیکن        | نیازمند روادید                                                                                      |                | - نیازمند روادید، به‌جز مسافرانی که دارای روادید معتبر صادره از بلغارستان، کانادا، کرواسی، قبرس، ایرلند (جمهوری)، رومانی، ایالات متحده آمریکا، بریتانیا یا یک کشور عضو شنگن باشند.                                                                                       |
| اکوادور                | بی‌نیاز از روادید                                                                                    | ۹۰ روز         | |
| مصر                    | نیازمند روادید                                                                                      |                | - گردشگرانی که از طریق فرودگاه‌های شرم الشیخ، کاترین مقدس یا طبا وارد این کشور شده و در استراحتگاه‌های سینای اقامت کنند، تا ۱۴ روز نیازمند روادید نخواهند بود. |
| السالوادور             | نیازمند روادید                                                                                      |                | |
| گینه استوایی           | نیازمند روادید                                                                                      |                | |
| اریتره                 | نیازمند روادید                                                                                      |                | |
| استونی                 | نیازمند روادید                                                                                      |                | |
| اسواتینی               | نیازمند روادید                                                                                      |                | |
| اتیوپی                 | روادید الکترونیک                                                                                    | تا ۹۰ روز      | - دارندگان روادید الکترونیک باید از طریق فرودگاه بین‌المللی بوول آدیس آبابا وارد کشور اتیوپی شوند. |
| فیجی                   | نیازمند روادید                                                                                      |                | |
| فنلاند                 | نیازمند روادید                                                                                      |                | |
| فرانسه                 | نیازمند روادید                                                                                      |                | |
| گابن                   | روادید الکترونیک                                                                                    |                | - دارندگان روادید الکترونیک باید از طریق فرودگاه بین‌المللی لیبرویله وارد کشور گابن شوند. |
| گامبیا                 | نیازمند روادید                                                                                      |                | |
| گرجستان                | بی‌نیاز از روادید                                                                                    | ۳۶۵ روز        | - اگر شخص قبلاً وارد مناطق آبخاز و اوستیا شده‌باشد، افسران مرزی به او اجازهٔ ورود به گرجستان را نمی‌دهند. |
| آلمان                  | نیازمند روادید                                                                                      |                | |
| غنا                    | نیازمند روادید                                                                                      |                | |
| یونان                  | نیازمند روادید                                                                                      |                | |
| گرنادا                 | نیازمند روادید                                                                                      |                | - دارندگان نامهٔ پیش‌ترخیص در زمان ورود می‌توانند روادید دریافت کنند. |
| گواتمالا               | نیازمند روادید                                                                                      |                | |
| گینه                   | روادید الکترونیک                                                                                    | ۹۰ روز         | |
| گینه بیسائو            | روادید در زمان ورود                                                                                 | ۹۰ روز         | |
| گویان                  | نیازمند روادید                                                                                      |                | |
| هائیتی                 | بی‌نیاز از روادید                                                                                    | ۳ ماه          | |
| هندوراس                | نیازمند روادید                                                                                      |                | |
| مجارستان               | نیازمند روادید                                                                                      |                | |
| ایسلند                 | نیازمند روادید                                                                                      |                | |
| هند                    | روادید الکترونیک                                                                                    | ۶۰ روز         | - دارندگان روادید الکترونیک باید از ۲۵ فرودگاه تعیین‌شده یا ۳ فرودگاه آب‌نشین تعیین‌شده. وارد این کشور شوند. - روادید الکترونیک گردشگری فقط ۲ بار در هر سال می‌تواند اخذ شود.                                                                                               |
| اندونزی                | بی‌نیاز از روادید                                                                                    | ۳۰ روز         | |
| ایران                  | بی‌نیاز از روادید                                                                                    | ۱۴ روز         | |
| عراق                   | نیازمند روادید                                                                                      |                | |
| جمهوری ایرلند          | نیازمند روادید                                                                                      |                | |
| اسرائیل                | نیازمند روادید                                                                                      |                | |
| ایتالیا                | نیازمند روادید                                                                                      |                | |
| جامائیکا               | روادید در زمان ورود                                                                                 |                | |
| ژاپن                   | نیازمند روادید                                                                                      |                | |
| اردن                   | روادید در زمان ورود                                                                                 | ۳ ماه          | |
| قزاقستان               | بی‌نیاز از روادید                                                                                    | ۹۰ روز         | |
| کنیا                   | نیازمند روادید                                                                                      |                | |
| کیریباتی               | نیازمند روادید                                                                                      |                | |
| کره شمالی              | نیازمند روادید                                                                                      |                | |
| کره جنوبی              | نیازمند روادید                                                                                      |                | - دسترسی بدون روادید به جزیره ججودو برای ۳۰ روز |
| کویت                   | نیازمند روادید                                                                                      |                | |
| قرقیزستان              | بی‌نیاز از روادید                                                                                    | ۹۰ روز         | - ۹۰ روز در هر دورهٔ ۱۸۰ روزه |
| لائوس                  | روادید در زمان ورود                                                                                 | ۳۰ روز         | |
| لتونی                  | نیازمند روادید                                                                                      |                | |
| لبنان                  | روادید در زمان ورود                                                                                 | ۱ ماه          | - ۱ ماه، قابل تمدید برای ۲ ماه اضافه - در صورتی که شخص هیچ روادید یا مهر اسرائیلی باشد، شماره تلفن یا آدرسی در لبنان و یک بلیط رفت و برگشت یا یک‌طرفهٔ غیرقابل بازگشت داشته‌باشد، روادید به‌صورت رایگان در فرودگاه بین‌المللی بیروت یا هر درگاه ورودی دیگر به او اعطا می‌شود. |
| لسوتو                  | روادید الکترونیک                                                                                    |                | |
| لیبریا                 | نیازمند روادید                                                                                      |                | |
| لیبی                   | نیازمند روادید                                                                                      |                | |
| لیختن‌اشتاین            | نیازمند روادید                                                                                      |                | |
| لیتوانی                | نیازمند روادید                                                                                      |                | |
| لوکزامبورگ             | نیازمند روادید                                                                                      |                | |
| ماداگاسکار             | روادید در زمان ورود                                                                                 | ۹۰ روز         | |
| مالاوی                 | روادید در زمان ورود                                                                                 | ۹۰ روز         | |
| مالزی                  | بی‌نیاز از روادید                                                                                    | ۳۰ روز         | |
| مالدیو                 | روادید در زمان ورود                                                                                 | ۳۰ روز         | |
| مالی                   | نیازمند روادید                                                                                      |                | |
| مالت                   | نیازمند روادید                                                                                      |                | |
| جزایر مارشال           | روادید در زمان ورود                                                                                 | ۹۰ روز         | |
| موریتانی               | روادید در زمان ورود                                                                                 |                | - روادید در فرودگاه بین‌المللی نواکشوط-ام‌التونسی در دسترس است. |
| موریس                  | روادید در زمان ورود                                                                                 | ۶۰ روز         | |
| مکزیک                  | نیازمند روادید                                                                                      |                | |
| ایالات فدرال میکرونزی  | بی‌نیاز از روادید                                                                                    | ۳۰ روز         | |
| مولدووا                | بی‌نیاز از روادید                                                                                    | ۹۰ روز         | - ۹۰ روز در یک دورهٔ ۱۸۰ روزه |
| موناکو                 | نیازمند روادید                                                                                      |                | |
| مغولستان               | نیازمند روادید                                                                                      |                | |
| مونته‌نگرو              | بی‌نیاز از روادید                                                                                    | ۹۰ روز         | - ۹۰ روز در یک دورهٔ ۱۸۰ روزه - طبق قانون مونته‌نگرو، شخص باید حداکثر تا ۲۴ ساعت پس از ورود، در ایستگاه پلیس محلی ورودش به کشور را ثبت کند. |
| مراکش                  | نیازمند روادید                                                                                      |                | |
| موزامبیک               | روادید در زمان ورود                                                                                 | ۳۰ روز         | |
| میانمار                | نیازمند روادید                                                                                      |                | |
| نامیبیا                | بی‌نیاز از روادید                                                                                    | ۹۰ روز         | |
| نائورو                 | نیازمند روادید                                                                                      |                | |
| نپال                   | روادید در زمان ورود                                                                                 | ۹۰ روز         | |
| هلند                   | نیازمند روادید                                                                                      |                | |
| نیوزیلند               | نیازمند روادید                                                                                      |                | |
| نیکاراگوئه             | روادید در زمان ورود                                                                                 | ۹۰ روز         | |
| نیجر                   | نیازمند روادید                                                                                      |                | |
| نیجریه                 | نیازمند روادید                                                                                      |                | |
| مقدونیه شمالی          | بی‌نیاز از روادید                                                                                    | ۹۰ روز         | - ۹۰ روز در یک دورهٔ ۱۸۰ روزه - طبق قانون مقدونیه شمالی، شخص باید حداکثر تا ۲۴ ساعت پس از ورود، در ایستگاه پلیس محلی ورودش به کشور را ثبت کند. |
| نروژ                   | نیازمند روادید                                                                                      |                | |
| عمان                   | نیازمند روادید                                                                                      |                | |
| پاکستان                | مجوز الکترونیک سفر                                                                                  |                | - مجوز الکترونیک سفر جهت دریافت روادید در زمان ورود با اهداف گردشگری. - مجوز الکترونیک سفر جهت دریافت روادید در زمان ورود با اهداف تجاری. - واجد شرایط روادید آنلاین.                                                                                                   |
| پالائو                 | روادید در زمان ورود                                                                                 | ۳۰ روز         | |
| پاناما                 | نیازمند روادید                                                                                      |                | |
| پاپوآ گینه نو          | نیازمند روادید                                                                                      |                | |
| پاراگوئه               | نیازمند روادید                                                                                      |                | |
| پرو                    | نیازمند روادید                                                                                      |                | |
| فیلیپین                | نیازمند روادید                                                                                      |                | |
| لهستان                 | نیازمند روادید                                                                                      |                | |
| پرتغال                 | نیازمند روادید                                                                                      |                | |
| قطر                    | بی‌نیاز از روادید                                                                                    | ۳۰ روز         | |
| رومانی                 | نیازمند روادید                                                                                      |                | - در صورت داشتن یک روادید معتبر از بلغارستان، قبرس، کرواسی یا یک کشور عضو شنگن، ورود به رومانی نیازمند روادید نیست. |
| روسیه                  | بی‌نیاز از روادید                                                                                    | ۹۰ روز         | - ۹۰ روز در یک دورهٔ ۱۸۰ روزه - طبق قانون روسیه، شخص باید در طول ۷ روز کاری پس استقرار در محل اقامت، ورودش به کشور را در ادارهٔ شهروندی و مهاجرت ثبت کند. - در کنار گذرنامه، یک کارت مهاجرت نیز باید تهیه شود.                                                            |
| رواندا                 | روادید در زمان ورود                                                                                 | ۳۰ روز         | |
| سنت کیتس و نویس        | روادید الکترونیک                                                                                    |                | |
| سنت لوسیا              | نیازمند روادید                                                                                      |                | |
| سنت وینسنت و گرنادین‌ها | بی‌نیاز از روادید                                                                                    | ۱ ماه          | |
| ساموآ                  | <span data-sort-value="زمان مجاز برای اجرای اسکریپت‌ها منقضی شده است.">اجازهٔ ورود در زمان رسیدن      | ۶۰ روز         | |
| سان مارینو             | نیازمند روادید                                                                                      |                | |
| سائوتومه و پرنسیپ      | روادید الکترونیک                                                                                    |                | |
| عربستان سعودی          | نیازمند روادید                                                                                      |                | |
| سنگال                  | نیازمند روادید                                                                                      |                | |
| صربستان                | بی‌نیاز از روادید                                                                                    | ۹۰ روز         | - ۹۰ روز در یک دورهٔ ۱۸۰ روزه - طبق قانون صربستان، شخص باید حداکثر تا ۲۴ ساعت پس از ورود، در ایستگاه پلیس محلی ورودش به کشور را ثبت کند. |
| سیشل                   | <span data-sort-value="زمان مجاز برای اجرای اسکریپت‌ها منقضی شده است.">مجوز بازدیدکننده در زمان ورود | ۳ ماه          | |
| سیرالئون               | نیازمند روادید                                                                                      |                | |
| سنگاپور                | روادید الکترونیک                                                                                    |                | |
| اسلواکی                | نیازمند روادید                                                                                      |                | |
| اسلوونی                | نیازمند روادید                                                                                      |                | |
| جزایر سلیمان           | نیازمند روادید                                                                                      |                | |
| سومالی                 | روادید در زمان ورود                                                                                 | ۳۰ روز         | - قابل دریافت در فرودگاه بین‌المللی بندر قاسم، فرودگاه گالکایو و فرودگاه بین‌المللی عدن اد. |
| آفریقای جنوبی          | نیازمند روادید                                                                                      |                | |
| سودان جنوبی            | نیازمند روادید                                                                                      |                | |
| اسپانیا                | نیازمند روادید                                                                                      |                | |
| سری‌لانکا               | روادید در زمان ورود                                                                                 | ۳۰ روز         | |
| سودان                  | نیازمند روادید                                                                                      |                | |
| سورینام                | روادید الکترونیک                                                                                    |                | |
| سوئد                   | نیازمند روادید                                                                                      |                | |
| سوئیس                  | نیازمند روادید                                                                                      |                | |
| سوریه                  | نیازمند روادید                                                                                      |                | - طبق قانون شماره ۲ سال ۲۰۱۴، تمامی بازدیدکنندگان پیش از ورود نیامند روادید هستند. طبق بانک اطلاعاتی یاتا، روادید می‌تواند در زمان ورود اخذ شود و برای ۱۵ روز معتبر خواهد بود.                                                                                           |
| تاجیکستان              | بی‌نیاز از روادید                                                                                    | ۹۰ روز         | |
| تانزانیا               | نیازمند روادید                                                                                      |                | |
| تایلند                 | نیازمند روادید                                                                                      |                | - در صورتی که شخص از طریق ترابری هوایی وارد نشده‌باشد، می‌تواند حداکثر دو بار در سال از این کشور بازدید کند. |
| تیمور شرقی             | روادید در زمان ورود                                                                                 | ۳۰ روز         | |
| توگو                   | روادید در زمان ورود                                                                                 | ۷ روز          | |
| تونگا                  | نیازمند روادید                                                                                      |                | |
| ترینیداد و توباگو      | نیازمند روادید                                                                                      |                | |
| تونس                   | نیازمند روادید                                                                                      |                | - برای گروه‌های گردشگری که توسط یک آژانس مسافرتی سازماندهی شده‌باشند روادید الزامی نیست. |
| ترکیه                  | بی‌نیاز از روادید                                                                                    | ۳۰ روز         | |
| ترکمنستان              | نیازمند روادید                                                                                      |                | |
| تووالو                 | روادید در زمان ورود                                                                                 | ۱ ماه          | |
| اوگاندا                | روادید در زمان ورود                                                                                 |                | - قابلیت درخواست به‌صورت آنلاین. |
| اوکراین                | بی‌نیاز از روادید                                                                                    | ۹۰ روز         | - ۹۰ روز در یک دورهٔ ۱۸۰ روزه - طبق قانون اوکراین، ورود به قلمروهای جمهوری خودمختار کریمه و سواستوپول نیازمند یک مجوز ویژه است. در صورت ورود یا خروج بدون مجوز ویژه، ورود به کشور اوکراین مجاز نخواهد بود.                                                               |
| امارات متحده عربی      | نیازمند روادید                                                                                      |                | |
| بریتانیا               | نیازمند روادید                                                                                      |                | |
| ایالات متحده آمریکا    | نیازمند روادید                                                                                      |                | |
| اروگوئه                | نیازمند روادید                                                                                      |                | |
| ازبکستان               | بی‌نیاز از روادید                                                                                    | ۹۰ روز         | |
| وانواتو                | بی‌نیاز از روادید                                                                                    | ۳۰ روز         | |
| واتیکان                | نیازمند روادید                                                                                      |                | |
| ونزوئلا                | نیازمند روادید                                                                                      |                | |
| ویتنام                 | روادید الکترونیک                                                                                    | ۳۰ روز         | |
| یمن                    | نیازمند روادید                                                                                      |                | |
| زامبیا                 | روادید الکترونیک                                                                                    |                | |
| زیمبابوه               | روادید در زمان ورود                                                                                 | ۳ ماه          | |